# Гіркі жнива
«Гіркі жнива» (англ. Bitter Harvest) — канадський кінофільм про історію кохання в розпал українського Голодомору 1932—1933 років. Фільм відомий також під робочою назвою «Врожай диявола» (англ. Devil’s Harvest). Є першою англомовною художньою кінокартиною про Голодомор та має започаткувати серію фільмів про ідентичність України.
Закритий показ картини відбувся на кіноринку Північної Америки «American Film Market» 9 листопада 2015 року в Санта-Моніці, та на кіноринках Європи «Berlinale European Film Market» 14 лютого 2016 року та Le Marché du film du Festival de Cannes 17 травня 2016 року. Стрічка вийшла в український прокат 23 лютого 2017 року.

## Сюжет
У центрі картини Юрій, талановитий художник-селянин, нащадок козацького роду, що намагається жити зі своєю коханою у створених радянською владою умовах, приймаючи удари і утиски. Але, зрештою, коли його родина та земляки стають жертвами штучного голоду та сталінських репресій, він повстає, аби врятувати рідних, помститися і покинути Радянську Україну, щоби донести правду світові про жахіття Голодомору.

## У ролях
Головні ролі у стрічці виконали Теренс Стемп, Макс Айронс, Саманта Баркс та Баррі Пеппер. Також у картині грали українські актори Остап Ступка та Олександр Печериця.
| Актор               | Роль                  |
| ------------------- | --------------------- |
| Макс Айронс         | Юрій                  |
| Саманта Баркс       | Наталка               |
| Баррі Пеппер        | Ярослав (батько Юрія) |
| Тамер Гассан        | Сергій                |
| Теренс Стемп        | Іван (дід Юрія)       |
| Анейрін Барнард     | Микола                |
| Том Остен           | Тарас                 |
| Річард Брейк        | Мєдвєд                |
| Гері Олівер         | Йосип Сталін          |
| Остап Ступка        | Бойко                 |
| Олександр Печериця. | Володьо               |

## Виробництво

### Кошторис
Бюджет фільму був повністю наданий продюсером Яном Ігнатовичем та склав 20 млн доларів.

### Фільмування
Виконавчий продюсер Ян Ігнатович та режисер Джордж Менделюк тісно співпрацювали з істориками Орестом Субтельним та Людмилою Гриневич. Вивчали тему за книжкою «Жнива скорботи» історика Роберта Конквеста і працею Тімоті Снайдера «Криваві землі» про вплив Другої світової війни на Україну.
Зйомки фільму проходили в Україні під час президентства Януковича (2013 року), через що автори намагалися не розголошувати тематику стрічки, та завершили роботу за два дні після втечі президента з країни. Актори стрічки бачили євромайданні протести, які відбувалися в той час у країні, та за власним зізнанням підтримували їх: «Ми були всі дуже захоплені цією темою, і ми хотіли підтримати Україну, але наші продюсери зупиняли нас щовечора, коли ми збиралися приєднатися до протестів».
Основні події картини були зняті в музеї народної архітектури та побуту в Пирогові, який зобразив село на Черкащині. Види Московського кремля знімали в Лондоні.

## Музика
Головну тему саундтреку написав британський композитор Бенджамін Воллфіш. Також в картині використовуються композиції українського гурту «ДахаБраха» та фольклорного гурту «Рожаниця».

## Прокат

### Кінотеатральний реліз
Фільм вийшов у широкий прокат в Україні 23 лютого 2017 року. У решті країн фільм вийшов в обмеженому прокаті та/або лише на DVD/Blu-Ray. Зокрема стрічка вийшла в обмежений прокат у Австралії 23 лютого 2017 року, в США та Великій Британії — 24 лютого 2017 року, у Канаді — 3 березня 2017 року, у Тайвані, Сінгапурі та Таїланді, відповідно, 14, 20 та 20 квітня 2017 року, у Чехії — 15 червня 2017 року, в Іспанії — 16 червня 2017 року, в Греції — 11 січня 2018 року, в Бразилії — 24 травня 2018 року.
Фільм не вийшов в прокат у Росії, оскільки жоден із російських дистриб'юторів не висловив зацікавленості.
Для кінопрокату в Україні було створено український, для кінопрокату у Іспанії — іспанський, а для домашнього відео у Німеччині — німецький дубляжі. В решті країнах прокат відбувся мовою оригіналу зі субтитрами.

### Кінотеатральні збори
Стрічка стартувала в українському широкому прокаті 23 лютого 2017 року на 190 екранах та зібрала за перші вихідні ₴3.7 млн, зацікавивши 50.8 тис. українських глядачів. Стрічка більше місяця протрималася у 10-ці найкасовіших фільмів України, й за 5 тижнів її переглянуло близько 131 тисяч українських кіноманів, а загальні касові збори стрічки в Україні сягнули ₴8.7 млн.
В США стрічка стартувала в обмеженому прокаті 24 лютого 2017 року на 127 екранах та зібрала за перші вихідні $219 тис. Всього за 6 тижнів прокату стрічка зібрала $557 тис. в американському прокаті.

### Реліз на DVD/Blu-Ray носіях
В Німеччині фільм вийшов для домашнього відео під назвою «Голодомор — Гіркі жнива», (нім. Holodomor — Bittere Ernte). Офіційно стрічка Гіркі жнива стала доступною на Blu-ray, DVD та цифровому HD у Німеччині (Blu-Ray 2 регіон) 31 березня 2017 року (німецький дистриб'ютор для домашнього відео — Pandastorm Pictures). На німецькому Blu-ray, DVD та цифрових HD носіях доступні оригінальна аудіо-доріжка англійською та дубляж німецькою.
В США та Канаді (DVD 1 регіон) стрічка Гіркі жнива стала доступною на DVD та цифровому HD з оригінальною аудіо-доріжкою англійською, українсько-російським дубляжем та субтитрами англійською та іспанською мовами 13 червня 2017 року (північно-американський дистриб'ютор для домашнього відео — Lionsgate).
У Австралії (DVD 4 регіон) стрічка Гіркі жнива стала доступною на DVD та цифровому HD з оригінальною аудіо-доріжкою англійською 12 липня 2017 року (австралійський дистриб'ютор для домашнього відео — Becker Film Group)
У Великій Британії (DVD 2 регіон) стрічка Гіркі жнива стала доступною на DVD та цифровому HD з оригінальною аудіо-доріжкою англійською 24 липня 2017 року (британський дистриб'ютор для домашнього відео — Arrow Films).

### VOD реліз
У 2018 році фільм став доступним для легального перегляду в інтернеті на VOD-платформі телеканалу 1+1 media «1+1 video».

## Відгуки
Фільм отримав змішані відгуки, як в Україні так і за кордоном.

### В Україні
Більшість українських кінокритиків відгукнулися про стрічку негативно. Українські оглядачі розкритикували відсутність психологічної глибини стрічки та ретельного історичного викладу подій Голодомору.
Рецензент «Обозревателя» Микола Лежнєв відмітив у фільмі граничну гіперболізацію і безкомпромісний поділ світу на чорне та біле, що перетворює історію на міф. Також він відзначив засилля культурних штампів і численні нелогічності.
Олексій Росовецький у своїй статті на «Телекритиці» зазначив, що картина розпадається на дві нерівні частини: на пронизливу мелодраму і на шаблонний вестерн. На його думку, стрічка є антисемітською, а також підводить глядача до висновку, що українцеві по-справжньому добре лише за межами України.
Тему ідеалізації еміграції з України, «чорно-білість», нелогічність і засилля кліше також підмітила Олена Панченко з «Апострофа». На її думку, фільм знятий «не для нас» та «не про нас» — автори стрічки, емігранти та їхні нащадки, «зробили фільм про себе» для західного глядача.
Голова Українського інституту національної пам'яті Володимир В'ятрович, визнавши відсутність психологічної глибини і ретельного викладу історичного матеріалу, порівняв кінострічку з коміксами по Євангелію, мета яких зацікавити необізнаних з темою людей.

### За кордоном
Більшість західних кінокритиків були розчаровані стрічкою. Західні оглядачі переважно критикували нецікаву романтичну лінію, зневагу до теми Голодомору, а також слабкий музичний супровід та діалоги. Оглядачі, котрі прихильно відгукнулися про стрічку, переважно хвалили талановиту гру акторів, розкішну візуальну складову, а також її важливу просвітницьку цінність як популяризатора відомостей про Голодомор на заході.
Серед західних кінокритиків яким не сподобалась стрічка були, зокрема, журналісти видань «The Hollywood Reporter», «The Irish Times», «San Francisco Gate», «The Seattle Times» та «The Times of Northwest Indiana». Так авторитетне кіно-видання «The Hollywood Reporter» написало, що настільки поганий фільм міг бути лише результатом неправильних амбіцій, а добрі наміри авторів зазнали поразки перед безпорадним втіленням історичної драми. Газета «The Irish Times» назвала фільм «епічною потворністю, настільки жахливою, що це варто побачити». На думку рецензента, стрічка є патріотично-марнославним проектом, і шляхетні просвітницькі наміри авторів не виправдовують її. Також «Гіркі жнива» вважає дилетантським кіно «San Francisco Gate». Часопис «The Seattle Times» зазначив, що картина більше нагадує телефільм, аніж кінострічку, та занадто фокусується на історії двох закоханих. Фокус на конкретній любовній історії та поверховий підхід до важливої історичної лінії назвав хибним режисерським рішенням також часопис «The Times of Northwest Indiana».
Більш прихильно про стрічку відгукнулися західні кінокритики таких видань як «Aleteia», «National Review», The Ukrainian Weekly, The Globe and Mail, Huffington Post та Rewrite This Story. Так кінокритики журналу Aleteia, Джон Бергер, та журналу National Review, Джордж Вайгель, висловили сподівання що вихід стрічки як мінімум допоможе зробити Голодомор більш впізнаваною історичною подією на заході та зробить термін «Голодомор» таким же відомим та впізнаваним як терміни про інші жахливі геноциди 20-го століття такі як «Голокост» та «Руандський геноцид». Як зокрема підкреслив Вайгель, «Цей фільм, будучи можливо й не найшедевральнішою кінострічкою [з точки зору кіномистецтва], зміг успішно персоналізувати Голодомор, нагадуючи всім нам що геноциди трапляються, й вони буквально забирають життя людини за людиною…». Оглядач канадської газети «The Globe and Mail» Любомир Луцюк зауважив, що фільм допомагає краще зрозуміти причини багатовікового російського імперіалізму супроти України, зазначивши, що у часи коли росіяни продовжують заперечувати існування Голодомору, фільм режисера Джорджа Менделюка є ефективною інформаційною зброєю супроти російських заперечувальників Голодомору. Кінооглядачка американського видання «Huffington Post» Дайян Френсіс, кінооглядач американського видання «The Ukrainian Weekly» Едріан Бріттен та кінокритик британського видання «Rewrite This Story» Олівія Мітчелл прихильно відгукнулися про стрічку, похваливши здібну гру акторів та розкішну візуальну складову. Мітчелл, підсумувала свій огляд зазначивши що «„Гірким жнивам“ вдалося пролити світло на цю надзвичайно зневажену трагедію таким чином, що стрічка одночасно є провокативною й шокуючою, але також і теплою та чуттєвою завдяки сюжетній лінії про кохання Юрка (Макс Айронс) та Наталки (Саманта Баркс).»

#### Скандали
У лютому 2017 року в США розгорівся скандал через публікацію відгуку Майкла О'Саллівана на стрічку «Гіркі жнива» у впливовому американському політичному часописі «The Washington Post». Так О'Салліван підсумував свою рецензію зазначивши, що
| Ліві лапки | Голодомор — голод на почату 30-з років, під час якого мільйони людей в Україні, тоді частині Радянського Союзу, як кажуть, померли [виділення ред.], коли їхні продукти харчування були конфісковані центральним радянським урядом на чолі з Йосипом Сталіном, — міг би дати повість про велику зворушливу трагедію на великому екрані. «Гіркі жнива», на жаль, не такий фільм…Оригінальний текст (англ.) The Holodomor — an early 1930s famine in which millions of people in Ukraine, then part of the Soviet Union, are said to have died [our italics] when their foodstuffs were confiscated by the central Soviet government under Joseph Stalin — could have made for a tale of great, stirring tragedy on the silver screen. ‘Bitter Harvest,’ alas, is not that movie… | Праві лапки |

У першій редакції рецензії О'Саллівана було використано словосполучення «як кажуть» при описі мільйонів людей що загинули від рук комуністичної влади під-час Голодомору 1932-33 років. Позірне ставлення під сумнів факту загибелі мільйонів українців під-час Голодомору журналістом газети «The Washington Post» Майклом О'Салліваном викликало негативну реакцію української громади Америки. Зокрема, «Українсько-американська координаційна рада», неурядова організація української діяспори, видала офіційну заяву у відповідь на статтю О'Саллівана. Після численних скарг, газета була змушена вилучити словосполучення «як кажуть» зі статті та написати редакторську заувагу щодо критики на їх адресу:
| Ліві лапки | Цей кіноогляд початково послуговувався мовою, що виражала необґрунтований скептицизм щодо фактів про Голодомор, штучний масовий голод радянської доби, що вбив мільйони українців в 1930-ті. Більш ніж 3,5 мільйони людей загинули, за даними вчених, а за деякими оцінками майже 10 мільйонів. Щонайменше 10 країн визнали Голодомор актом геноциду. У 2016 році Білий Дім назвав його «однією з найжахливіших рукотворних трагедій у сучасній історії». Цю версію огляду було оновлено.Оригінальний текст (англ.) This movie review originally used language that cast unwarranted skepticism on the facts of the Holodomor, the Soviet-era man-made famine that killed millions of Ukrainians in the 1930s. More than 3.5 million people died, according to scholars, with some estimates as high as 10 million. At least 10 countries have declared the Holodomor an act of genocide. In 2016, the White House called it ‘one of the most horrific man-made tragedies in modern history.’ This version of the review has been updated. | Праві лапки |